# Sumatra
Sumatra je s rozlohou 443 066 km² šestým největším ostrovem světa. Nachází se v západní části souostroví Velké Sundy a je součástí Indonésie.

## Geografie
Nejdelší osa ostrova směřuje přibližně severozápadně a uprostřed ostrova protíná rovník. Vnitrozemí ostrova je rozděleno na dvě části: hornaté území na západě a bažinatá nížina na východě. Značná část Sumatry je pokryta deštným pralesem. Nejvyšším vrcholem Sumatry je hora Kerinci vysoká 3805 m.

## Obyvatelstvo
Na ostrově žije asi 45 milionů obyvatel. Převážná část osídlení je soustředěna na severu a na západě v oblasti centrální vysočiny. Největšími sídly jsou města Medan (3,4 milionu obyvatel), Palembang (1,27 milionu obyvatel) a Padang (0,96 milionu obyvatel).

## Administrativní členění
Administrativní regiony Sumatry (a malých ostrovů okolo) jsou:
- Aceh
- Bangka-Belitung
- Bengkulu
- Jambi
- Lampung
- Riau- hl. město: Pekanbaru
- Sumatera Barat (Západní Sumatra) – hl. město: Padang
- Sumatera Selatan (Jižní Sumatra) – hl. město: Palembang
- Sumatera Utara (Severní Sumatra) – hl. město: Medan